# یواس‌اس ایشروود (دی‌دی-۵۲۰)
یواس‌اس ایشروود (دی‌دی-۵۲۰) (به انگلیسی: USS Isherwood (DD-520)) یک کشتی بود که طول آن ۱۱۴٫۷ متر (۳۷۶ فوت) بود. این کشتی در سال ۱۹۴۲ ساخته شد.